# Grotele Yungang

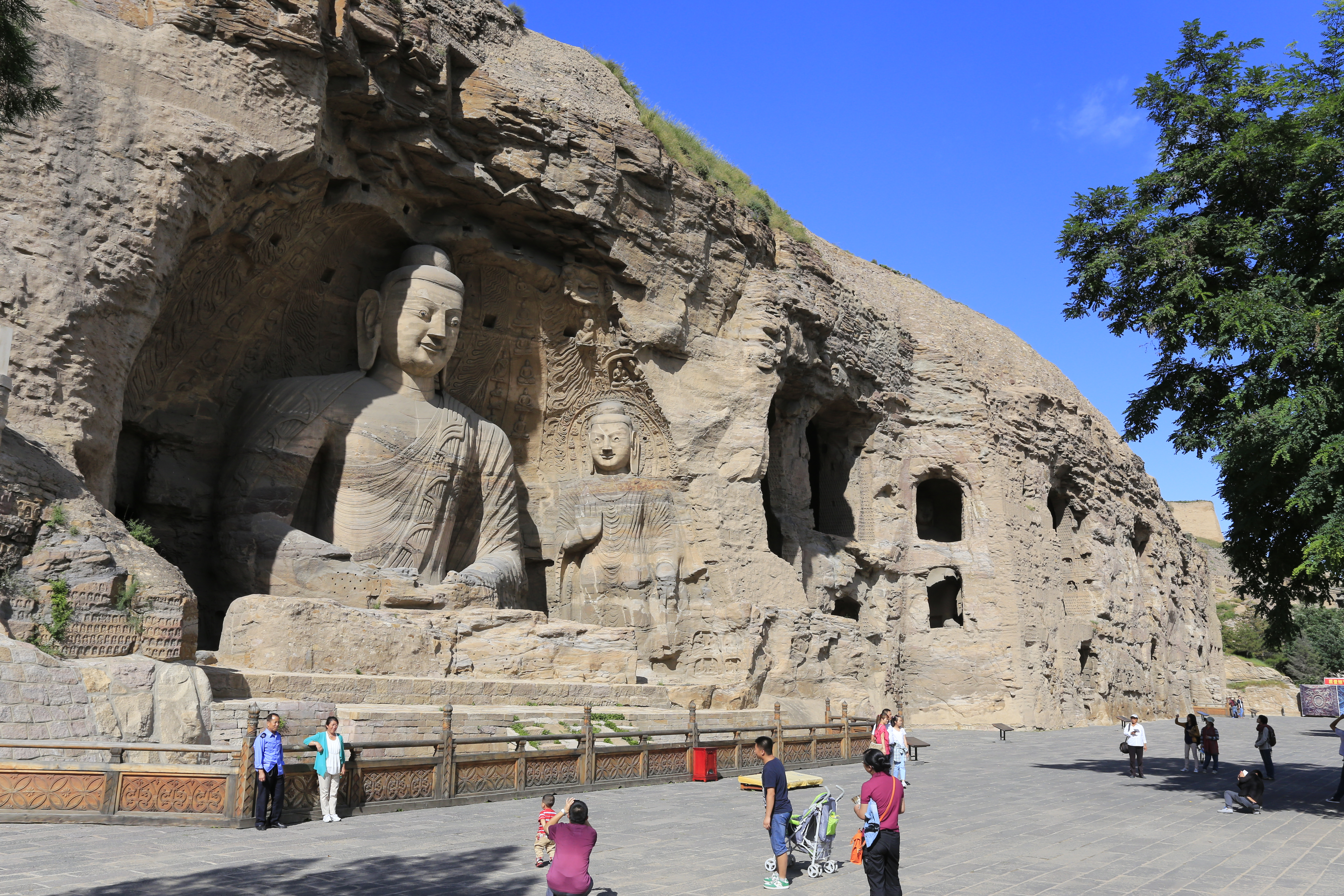
Grotele Yungang.

Grotele Yungang sunt un complex religios aflat la 16 km de orașul Datong, provincia Shanxi, China. Datorită vechimii și importanței lor, grotele au intrat în anul 2001 în patrimoniul mondial UNESCO.
Săpate în munții Wuzhou Shan și aflate în apropierea orașului Datong, grotele Yungang sunt un exemplu remarcabil al evoluției artei budiste din China. Complexul cuprinde în total 252 de grote de diferite mărimi și aproximativ 51.000 de statui și basoreliefuri budiste. Grotele Yungang sunt unul dintre cele trei mari complexe de grote ale Chinei, alături de Grotele Longmen de lângă orașul Luoyang, provincia Henan și de Grotele Mogao de lângă orașul Dunhuang, provincia Gansu. Sculpturile de la Yungang sunt aproape unice în China, fiind construite după modelul celor din vechiul regat indian Gandhara.

## Istorie
Încă din anul 398 d.Hr orașul Datong era capitala dinastiei Wei de Nord, fiind centrul economic și cultural al regatului. Săparea grotelor începe în anul 460, având loc în trei etape. Prima etapă a avut loc între anii 460-465 sub patronajul călugărului Tan Yao, conducătorul comunității budiste din acea perioadă. În timpul acestei etape au fost săpate primele cinci și cele mai mari grote din complex. Acestea adăpostesc statui monumentale, cea mai mare având o înălțime de 15 metri și reprezentându-l pe Buddha Shakyamuni. Construcția a fost întreruptă până în anul 471 când a intrat în atenția casei imperiale.
În a doua etapă dintre anii 471-493 construcția a fost patronată de către împăratul Xiaowen (471-499). Cu toate acestea, în anul 493 construcția a fost oprită din cauza mutării capitalei la Luoyang. Lucrările au fost reluate în cea de a treia și ultima etapă dintre anii 494-525, dar au fost din nou oprite din cauza izbucnirii unei rebeliuni.
De-a lungul timpului complexul Yungang a fost restaurat sub patronajul mai multor dinasti, cum ar fi Sui și Tang. În timpul dinastiei Liao, între anii 1049-1060 au fost săpate în stâncă mai multe temple, dar au fost distruse în urma unor incendi și cutremure. Construcțiile de lemn ce protejeaz grotele au fost construite în timpul dinastiilor Ming și Qing.
În anul 1950 grotele au fost restaurate de către guvernul chinez și au fost plantați copaci în apropierea lor pentru a opri furtunile de nisip ce ar putea degrada complexul. În prezent grotele Yungang reprezintă un important loc de pelerinaj budist și una dintre cele mai vizitate atracți ale Chinei, aflânduse în patrimoniul mondial UNESCO.

## Galerie de imagini

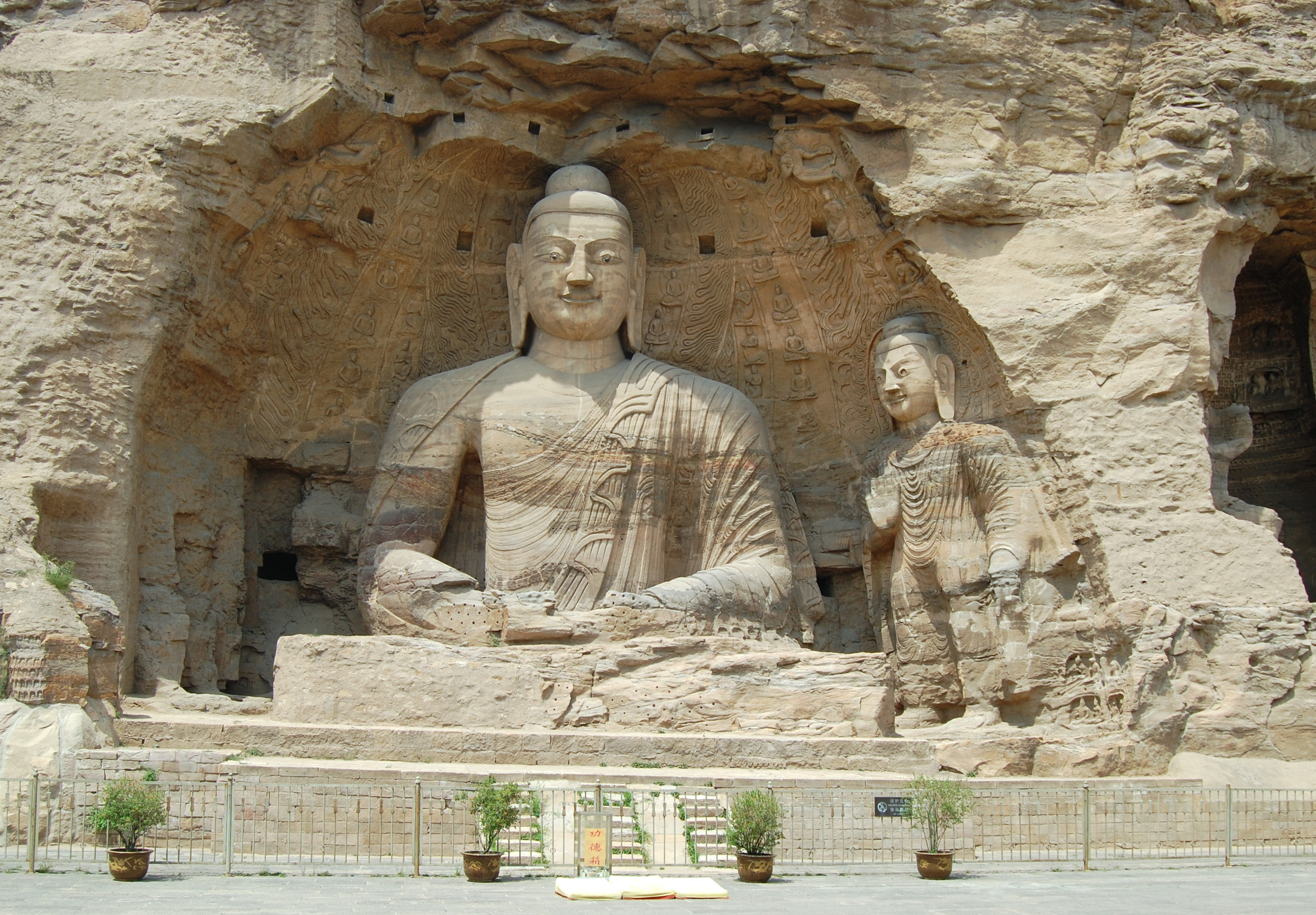
Buddha Shakyamuni.
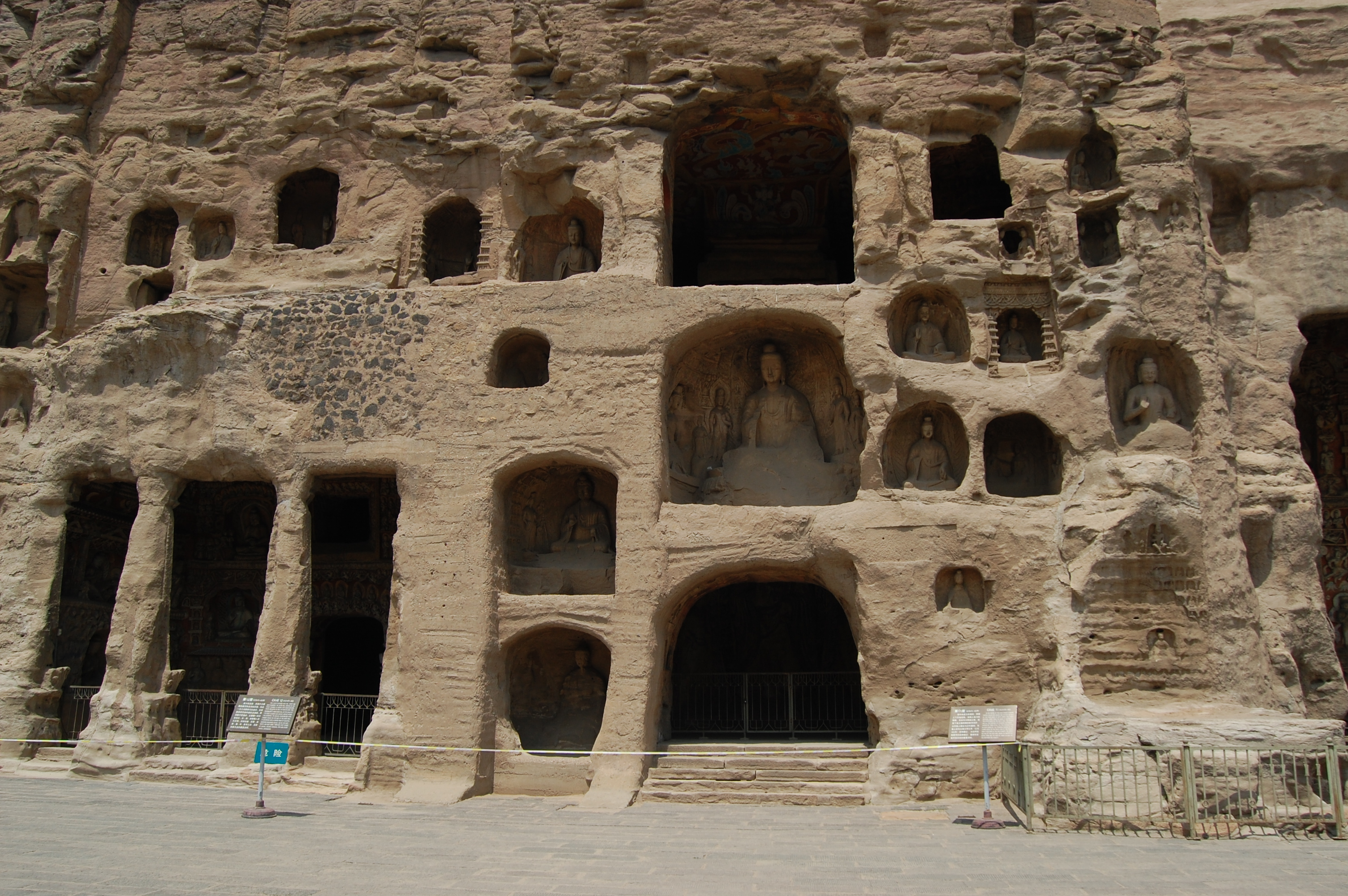
Grote.
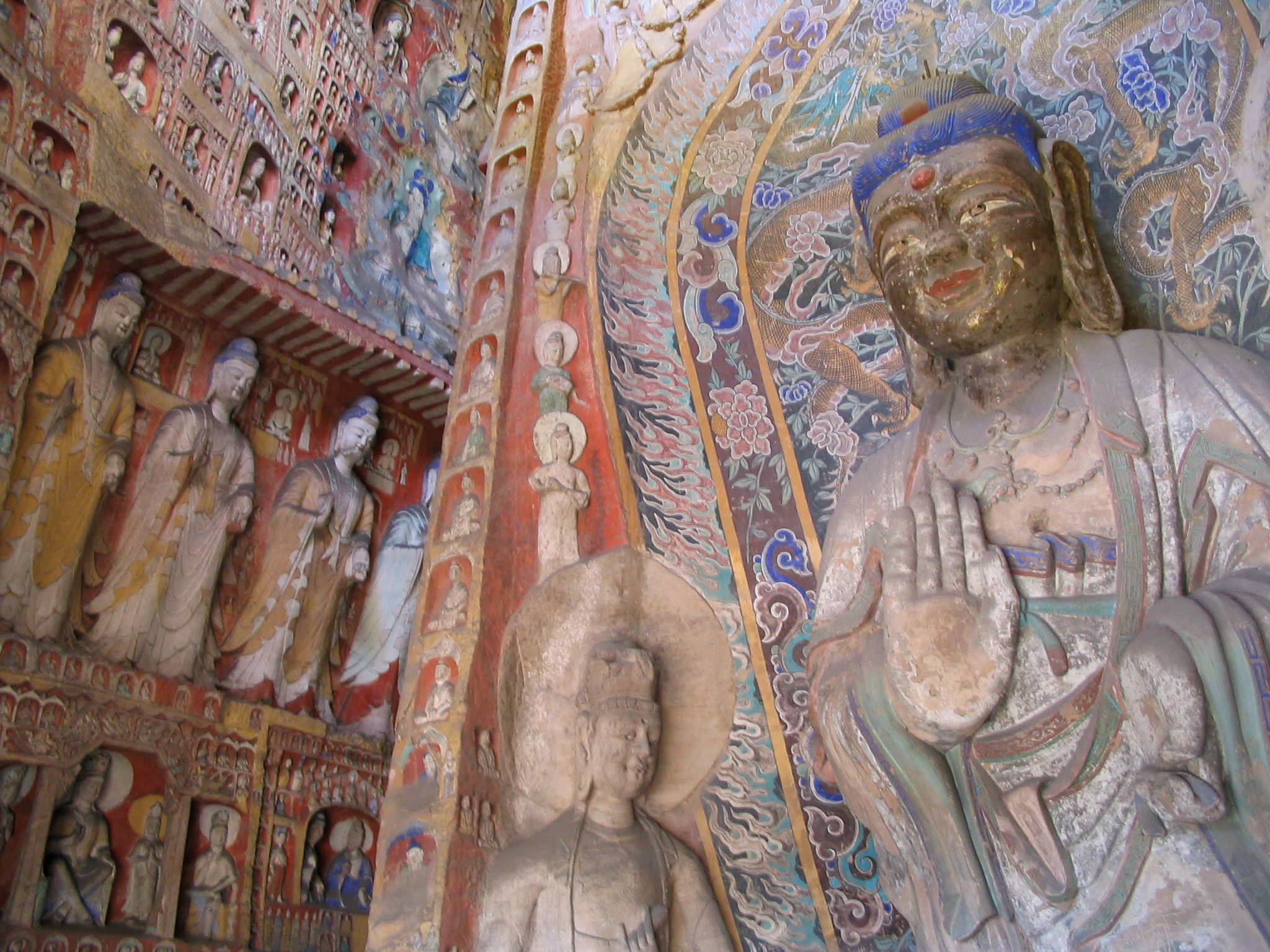
Interiorul unei grote.
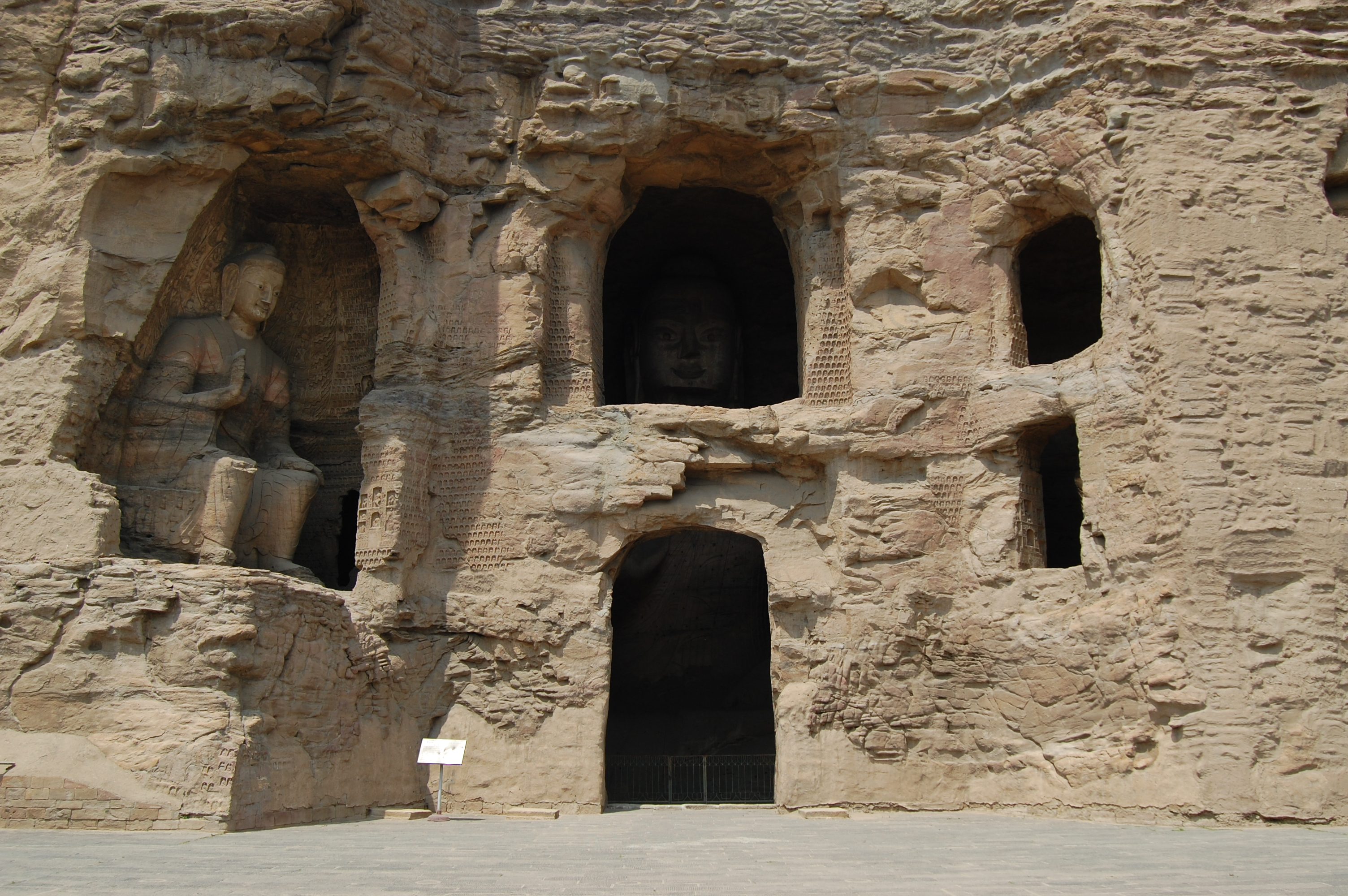
Alte grote.
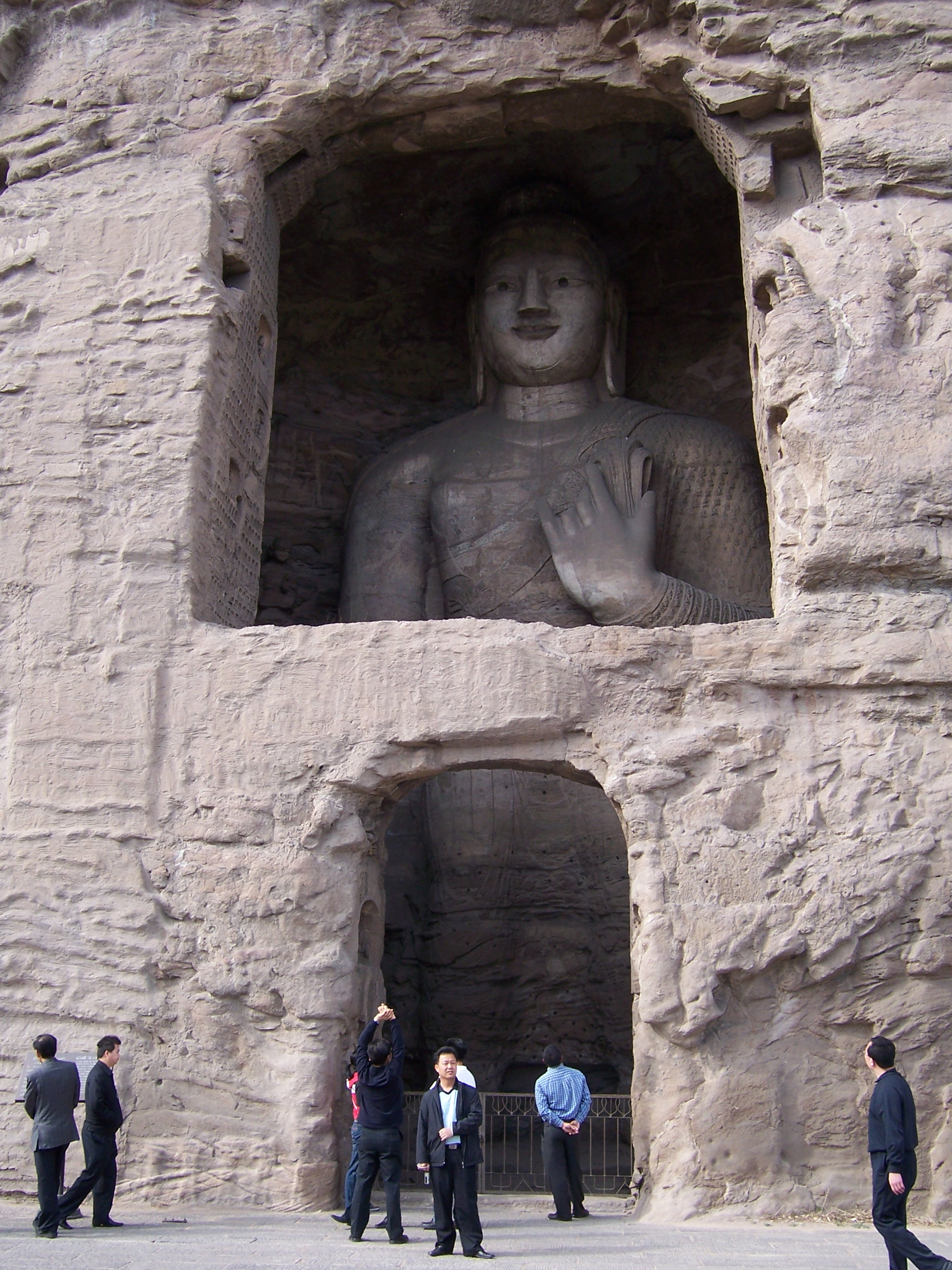
Una dintre marile grote.
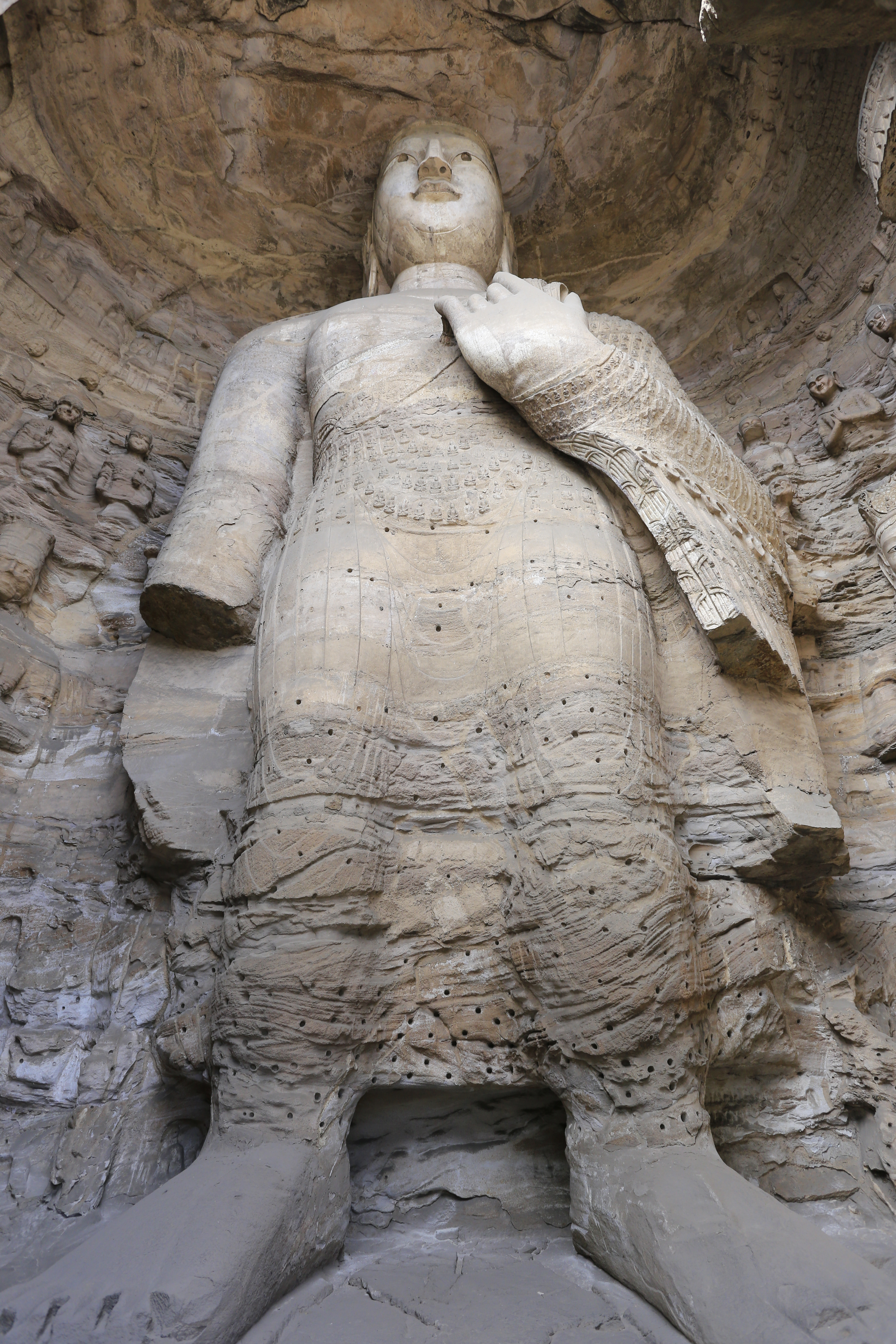
Statuie monumentală.
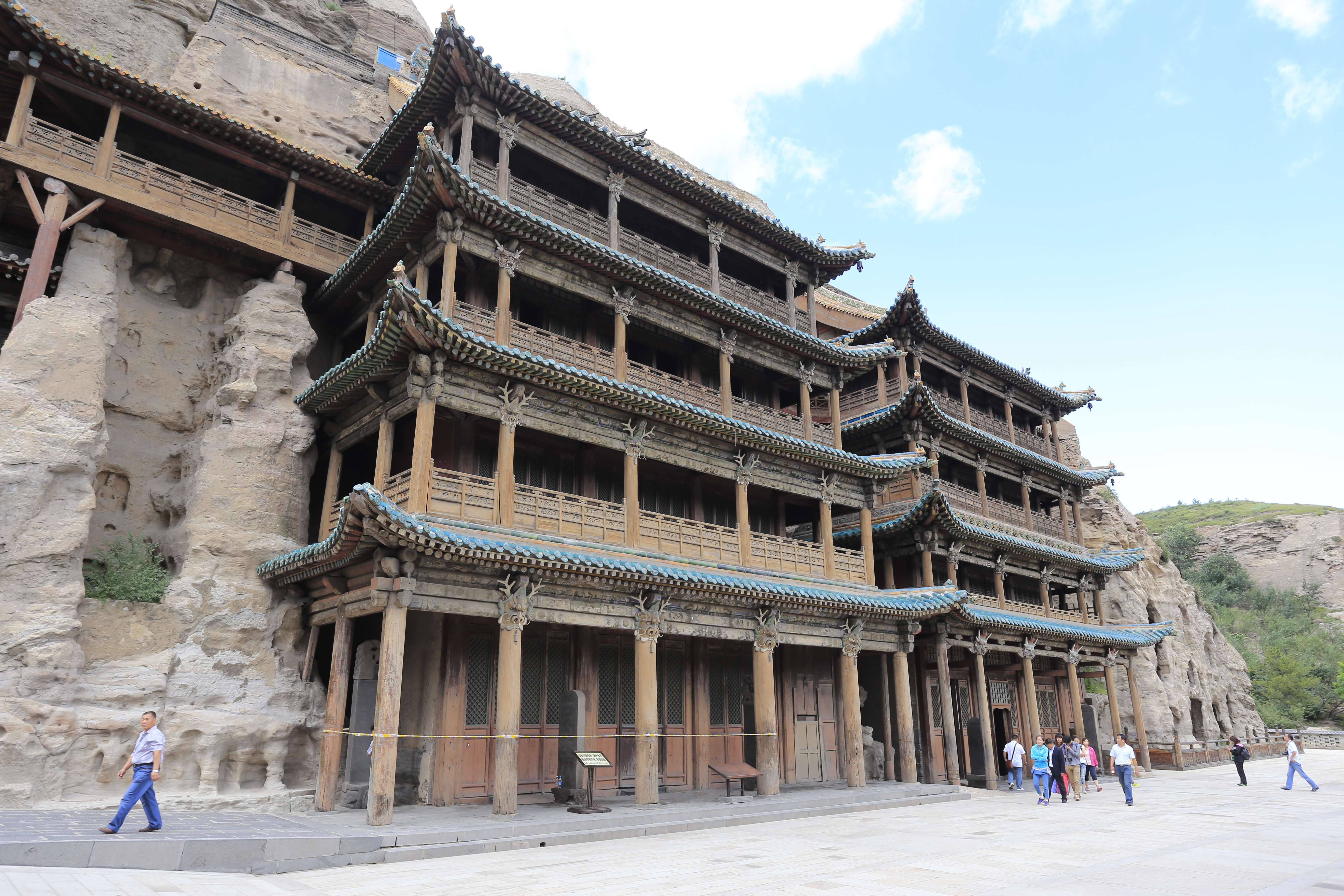
Intrarea în grote.